# The Contino Sessions
Az 1999-es The Contino Sessions a Death in Vegas második nagylemeze. 2000-ben jelölték a Mercury Music Prize-ra. Az album szerepel az 1001 lemez, amit hallanod kell, mielőtt meghalsz című könyvben.

## Az album dalai
|    | Cím                  | Hossz |
| -- | -------------------- | ----- |
| 1. | Dirge                | 5:44  |
| 2. | Soul Auctioneer      | 5:59  |
| 3. | Death Threat         | 4:50  |
| 4. | Flying               | 7:06  |
| 5. | Aisha                | 5:54  |
| 6. | Lever Street         | 3:39  |
| 7. | Aladdin's Story      | 4:45  |
| 8. | Broken Little Sister | 5:18  |
| 9. | Neptune City         | 4:43  |

## Helyezések
| Lista              | Helyezés |
| ------------------ | -------- |
| Francia albumlista | 72       |
| Norvég albumlista  | 39       |
| Brit albumlista    | 19       |

## Közreműködők
- Richard Fearless
- Tim Holmes
- Dot Allison – ének a Dirge-n
- Bobby Gillespie – ének a Soul Auctioneer-en
- Iggy Pop – ének a Aisha-n
- Jim Reid – ének a Broken Little Sister-ön

### Fordítás
Ez a szócikk részben vagy egészben a The Contino Sessions című angol Wikipédia-szócikk ezen változatának fordításán alapul.  Az eredeti cikk szerkesztőit annak laptörténete sorolja fel. Ez a jelzés csupán a megfogalmazás eredetét és a szerzői jogokat jelzi, nem szolgál a cikkben szereplő információk forrásmegjelöléseként.